# Rafał Szymura
Rafał Szymura (ur. 29 sierpnia 1995 w Rybniku) – polski siatkarz, grający na pozycji przyjmującego. 
W latach 2012–2014 był zawodnikiem Szkoły Mistrzostwa Sportowego w Spale. Reprezentant Polski w kategoriach młodzieżowych, brązowy medalista mistrzostw świata kadetów.
Jego młodszy brat Kamil, również jest siatkarzem.
Od 2019 roku jego żoną jest Klaudia, która jest modelką. W 2021 roku na świat przyszła ich córka Nikola.
W 23. kolejce PlusLigi (2023/2024) w meczu z KGHM Cuprum Lubin siatkarz Jastrzębskiego Węgla przebił piłkę w obronie w trzecim odbiciu tuż zza band reklamowych, która po dotknięciu górnej taśmy siatki wpadła w boisko przeciwnej drużyny.

## Sukcesy klubowe

### młodzieżowe
Mistrzostwo Młodej Ligi:
- 2014
- 2013

### seniorskie
Mistrzostwo Polski:
- 2019, 2021, 2023[5], 2024[6]
- 2018, 2022[7]

Puchar Polski:
- 2019

Superpuchar Polski:
- 2021, 2022[8]

Liga Mistrzów:
- 2023[9], 2024[10]

## Sukcesy reprezentacyjne
Mistrzostwa Europy Kadetów:
- 2013[11]

Mistrzostwa Świata Kadetów:
- 2013

Mistrzostwa Europy Juniorów:
- 2014

Puchar Świata:
- 2019

Liga Narodów:
- 2025[12]
- 2022[13]

## Nagrody indywidualne
- 2013: Najlepszy przyjmujący Mistrzostw Europy Kadetów[14]
- 2019: Najlepszy przyjmujący turnieju finałowego Pucharu Polski